# KPPグループホールディングス
KPPグループホールディングス株式会社（ケーピーピーグループホールディングス）は、国際紙パルプ商事などを傘下に持つ紙・パルプ分野の専門商社グループの持株会社。グループとして連結売上高国内第一位、世界第三位（推定）（2022年3月期）を記録し、2021年3月末地点で45か国・133都市・150拠点に展開している。
2022年10月、国際紙パルプ商事株式会社（初代）が持株会社体制に移行し、現社名となった。

## 沿革
旧商号「国際紙パルプ商事株式会社」の沿革については、国際紙パルプ商事#沿革を参照
- 1924年（大正13年）2月 - 大阪市で株式会社大同洋紙店創立。
- 1973年（昭和48年）3月 - 王子連合通商と合併し、大永紙通商株式会社に社名変更。
- 1999年（平成11年）10月 - 日亜と合併し、国際紙パルプ商事株式会社に社名変更。
- 2022年（令和4年）10月1日 - 国際紙パルプ商事分割準備株式会社に紙パルプ等卸売事業を承継させ、KPPグループホールディングス株式会社に社名変更。国際紙パルプ商事分割準備株式会社は国際紙パルプ商事株式会社（2代）に社名変更[1]。

## 海外グループ拠点
アジア
- 中国 （上海）
- 香港 （香港/九龍）
- インド （ベンガル―ル）
- 韓国 （ソウル）
- マレーシア （クアラルンプール/セランゴール）
- シンガポール
- インドネシア （ジャカルタ）
- フィリピン （マニラ）
- タイ （バンコク）
- ベトナム （ホーチミン）

南北アメリカ
- アメリカ （ロサンゼルス）
- ボリビア （ラパス）
- ブラジル （サンパウロ）
- チリ （サンティアゴ）
- ペルー （リマ）

中東
- トルコ （イスタンブール）

オセアニア
- オーストラリア （メルボルン/アデレード/ブリスベン/ダーウィン/ホバート/パース/シドニー/タウンズビル）
- ニュージーランド （オークランド/クライストチャーチ/ウェリントン）

ヨーロッパ
- オーストリア （ウィーン/ベルクハイム・バイ・ザルツブルク）
- ベルギー　（ブリュッセル）
- ブルガリア　（ソフィア）
- チェコ共和国　（プラハ）
- デンマーク　（バルビュー）
- エストニア　（テナッシルマ）
- フィンランド　（ヴァンター）
- フランス　（パリ）
- ドイツ （フレッヒェン/ラインフェルデン・エヒターディンゲン）
- ハンガリー （ソルノク）
- アイルランド （ダブリン）
- イタリア （ライナーテ）
- ラトビア （ストゥアピニ ノヴァズ）
- リトアニア （ヴィリニュス）
- オランダ （アルメレ）
- ノルウェー （オスロ）
- ポーランド （ワルシャワ）
- ポルトガル （ポルト）
- ルーマニア （ブカレスト）
- ロシア （モスクワ）
- スロバキア （ブラチスラバ）
- スペイン （マドリード）
- スウェーデン （ハーニンゲ）
- スイス （ルプフィヒ）
- イギリス （ロンドン）

## 関係会社
海外
- 慶真紙業貿易（上海）有限公司
- KPPアジアパシフィック
- シンガポール大永　シンガポール本社
- シンガポール大永　ジャカルタ事務所
- シンガポール大永　マニラ事務所
- シンガポール大永　バンコク事務所
- シンガポール大永　クアラルンプール事務所
- シンガポール大永　ホーチミン事務所
- 大永ペーパーズインディア
- 香港大永　香港本社
- 香港大永　台北事務所
- 韓国大永
- 台湾大永
- Spicers Limited
- 豪州大永　メルボルン本社
- Antalis S.A.S.
- 米国大永

国内
- 鳴海屋紙商事株式会社
- 大同紙販売株式会社
- 桔梗屋紙商事株式会社
- 岡山紙商事株式会社
- 九州紙商事株式会社
- むさし野紙業株式会社
- KPPロジスティックス株式会社
- 株式会社グリーン山愛
- 株式会社BMエコモ
- 王子ファイバー株式会社

## 不祥事

### 独占禁止法違反
2024年3月14日、独立行政法人国立印刷局が発注した官報用紙の入札で談合を行ったとして、公正取引委員会は独占禁止法違反（不当な取引制限）で、日本紙通商に856万円、KPPグループホールディングスに784万円の課徴金納付を命じた。日本紙通商と、KPPグループホールディングスから紙卸売業を継承した国際紙パルプ商事に排除措置命令も出した。日本紙パルプ商事は課徴金減免制度に基づき違反を自主申告し、処分を免れた。